# Manifestation (musikalbum)
Manifestation är det amerikanska death metal-bandet Malevolent Creation andra samlingsalbum, utgivet den 7 februari 2000 av Pavement Music.
Samlingsalbumet innehåller blandade spår från tidigare studioalbum, och en bonusskiva med fyra stycken live-inspelade spår. Live foton från Malevolent Creations turné, Tour of Death, finns med på bonusskivan.

## Låtförteckning
1. "In Cold Blood" – 5:33
2. "Condemned" – 4:01
3. "Nocturnal Overlord" – 2:28
4. "Fine Art of Murder" – 5:52
5. "Scorn" – 3:11
6. "Blood Brothers" – 4:04
7. "Impaled Existence" – 3:23
8. "Living in Fear" – 3:09
9. "Manic Demise" – 3:03
10. "To Die is at Hand" – 3:38
11. "Infernal Desire" – 3:30
12. "Bone Exposed" – 3:33
13. "Alliance or War" – 3:52
14. "Mass Graves" – 6:17
15. "Joe Black" – 3:34
16. "Self Important Freak" – 2:37

Spår på bonusskivan
1. "Multiple Stab Wounds" (live) – 3:45
2. "Eve of the Apocalypse" (live) – 3:14
3. "Slaughter of the Innocence" (live) – 3:52
4. "Monster" (live) – 2:47